# (3147) Samantha
(3147) Samantha est un astéroïde de la ceinture principale.
Il a été ainsi nommé en hommage à Samantha Smith (1972-1985), écolière américaine, ambassadrice de paix entre les États-Unis et l'Union soviétique.